# Duncannon (Pensilvania)
Duncannon es un borough ubicado en el condado de Perry en el estado estadounidense de Pensilvania. En el año 2000 tenía una población de 1.508 habitantes y una densidad poblacional de 1,386.3 personas por km².

## Geografía
Duncannon se encuentra ubicado en las coordenadas 40°23′38″N 77°01′14″O / 40.39389, -77.02056.

## Demografía
Según la Oficina del Censo en 2000 los ingresos medios por hogar en la localidad eran de $33,000 y los ingresos medios por familia eran $38,750. Los hombres tenían unos ingresos medios de $31,643 frente a los $21,477 para las mujeres. La renta per cápita para la localidad era de $15,883. Alrededor del 8.5% de la población estaba por debajo del umbral de pobreza.